# Heliocheilus fumata
Heliocheilus fumata là một loài bướm đêm thuộc họ Noctuidae. Nó là loài đặc hữu của Queensland.